# 贡纳尔·埃里克松
贡纳尔·埃里克松（瑞典語：Gunnar Eriksson，1921年9月13日—1982年7月8日），瑞典男子越野滑雪运动员。他曾代表瑞典参加1948年和1952年冬季奥林匹克运动会越野滑雪比赛，获得一枚金牌。